# Кокс, Дебора
Дебора Кокс (англ. Deborah Cox, род. 13 июля, 1974) — канадско-американская ритм-энд-блюз и соул певица, автор песен и актриса, знаменитая своими композициями в стиле ритм-н-блюз, соул, поп, урбан, хаус.

## История
Слава пришла к ней после подписания контракта с лейблом «Arista Records». Во многом этому способствовал владелец «Arista Records», который вывел на большую сцену немало звезд мировой величины, в том числе Уитни Хьюстон и Дженис Джоплин.
С малых лет Дебора Кокс профессионально занималась вокалом. Перед тем как поступить в школу искусств, Кокс подрабатывала сессионной певицей в небольших клубах Торонто.
В 18 лет в её жизни произошла встреча с Lascelles Stephens, который стал бессменным тесаком её композиций. Вскоре под руководством Клайва Дэйвиса, генерального директора «Arista Records» Кокс сделала демозапись дебютного сингла. Сразу после этого она отправилась в Лос-Анджелес, где и подписала свой первый контракт.
Успеху её первой пластинки во многом способствовал Дэйвис — для начинающей певицы он пригласил успешных продюсеров. В треках её первого альбома ряд вокальных партий исполняют Кейт Томас, Кейт Крауч, Дэрил Симонс, Даллас Остин.
Ещё до выхода дебютного альбома Дебора Кокс отправилась в мировое турне, вместе с Селин Дион она выступала на сценах Канады, Америки, побывала в Европе и Азии.
Дебютный сингл «Sentimental» Деборы Кокс увидел свет в 1995 году и в первую же неделю покорил топ-10 лучших музыкальных композиций в чартах США. Об успехе второй песни «Who Do U Love?» красноречиво свидетельствует то, что она была распродана тиражом в пятьсот тысяч копий.
В конце 1999 года признание получила баллада «Nobody`s Suspposed To Be Here», которая сразу после релиза попала в горячую сотню музыкальных композиций Америки на одну из лидирующих позиций.
Всего на счету популярной исполнительницы пять студийных альбомов, последний из которых был выпущен в 2008 году.

## Дискография

### Студийные альбомы
- 1995: Deborah Cox
- 1998: One Wish
- 2002: The Morning After
- 2007: Destination Moon
- 2008: The Promise

### Компиляции
- 2003: Remixed
- 2004: Ultimate Deborah Cox